# Edgar Longuet
Pour les articles homonymes, voir Longuet.
Edgar Longuet, né le 18 août 1879 à Ramsgate en Angleterre et mort le 12 décembre 1950 à Alfortville, est un médecin généraliste, militant socialiste et premier adjoint au maire d’Alfortville Jules Cuillerier de 1919 à 1925 puis membre du Parti communiste à partir de septembre 1938. 
Il est le frère cadet de Jean Longuet, le fils de Charles Longuet et de Jenny Marx et, dès lors, le petit-fils de Karl Marx. Il est à noter que, né en Angleterre d'une mère anglophone, son prénom s'écrit « à l'anglaise » avec élision du « d » final.

## Biographie
Il est un militant socialiste de la Fédération de la Seine qu’il représente aux congrès nationaux de Toulouse (1908), de Saint-Étienne (1909), de Paris (juillet 1910), de Saint-Quentin (1911) et d’Amiens (1914). À Paris, il est également porteur d’un mandat de la Dordogne. Il a rejoint le mouvement socialiste bien avant l’unité de celui-ci, et, au congrès de Paris (1900), il représente la chambre syndicale des ouvriers métallurgistes de Monthermé-Laval Dieu (Ardennes). Il appartient au courant guesdiste, comme son frère Jean à l'origine, mais lui y demeure et relève donc du Parti Ouvrier Français puis du Parti Socialiste De France avant l'unité.
Il fait partie du conseil d’administration de l’Humanité de 1912 à 1915 ainsi qu'en 1918. Pendant la Première Guerre mondiale, contrairement à son frère aîné Jean, il est « majoritaire », notamment sur le problème de la défense nationale. Signataire du Manifeste du Comité de Résistance socialiste (dirigé contre l'adhésion à la IIIe internationale) et de la motion Blum-Paoli, il est délégué de la fédération SFIO de la Seine au Congrès de Tours (fin décembre 1920) au titre de cette motion.
Déjà élu conseiller municipal socialiste d’Alfortville en 1912, il conserve son siège le  30 novembre 1919. Arrivé en tête de la liste que conduit Jules Cuillerier avec 2 244 voix (sur 6 040 inscrits et 3 947 votants), il est désigné comme premier adjoint. Il ne se représente pas au scrutin suivant.
En septembre 1935, en désaccord avec sa section SFIO, Edgar Longuet demande son adhésion à celle de Maisons-Alfort, commune voisine, mais celle-ci refuse « considérant que la section d’Alfortville a été remaniée depuis les événements de la campagne électorale municipale de mai dernier ».
En 1937, il donna sa démission du Parti socialiste SFIO pour protester contre la politique de non-intervention en Espagne menée par Léon Blum. Il s’était en effet prononcé pour l’aide à la République espagnole dès les premières heures de la guerre civile. Après la mort de son frère et la signature des accords de Munich, il entre au Parti communiste en septembre 1938. Dès lors, « membre de la section d’Alfortville où sa naissance, son passé et sa qualité de médecin lui valent l’audience de la population ouvrière, il y est sinon le porte-parole, du moins le porte-drapeau du parti ».

## Famille
À la Libération, il reste un militant communiste. Il habite rue des Acacias à Alfortville avec sa femme, Blanche (née dans le Doubs en 1882, décédée en 1961) et sa sœur Jenny (née en 1882 à Argenteuil). Il est père de cinq enfants : 
- Charles Longuet, né en 1902 à Paris, mort en 1992, représentant en automobiles, militant communiste[6] fut maire adjoint d’Alfortville après la guerre ;
- Frédéric, né en 1904 également à Paris, mort en 1987, artiste peintre, auteur de la peinture Reconnaissance à Engels de la famille Karl Marx conservée au musée de l'histoire vivante à  Montreuil-sous-Bois ;
- Jenny, Paul et Colette, respectivement nés en 1906, 1909 et 1910 à Alfortville.

Paul Longuet (1906-1979), ingénieur agronome, fut sénateur Gauche démocratique et RGR (membre du Conseil de la République) de 1952 à 1959, après avoir été conseiller de l’Union française (1947-1952) et ministre des Finances de Madagascar de 1957 à 1963, puis ministre d'Etat chargé de la Recherche scientifique et de la forêt malgache (1963-1964) et enfin conseiller à la présidence de la République jusqu'en 1972 .